# Milan Novak
Milan Novak, slovenski agronom, * 19. oktober 1921, Maribor, † 21. marec 2004, Murska Sobota. 

## Življenje in delo
Novak je leta 1951 diplomiral na zagrebški Kmetijsko-gozdarski fakulteti in 1975 doktoriral na Agronomski fakulteti v Zagrebu. Po diplomi in odsluženi vojaščini je najprej predaval na vinarsko-sadjarski šoli v Svečini (1954–1956), bil ravnatelj Kmetijske strojne šole v Mariboru (1957–1960), po 1960 pa je predaval na Višji agronomski šoli oziroma Visoki kmetijski šoli v Mariboru in tudi na ljubljanski BF, od 1976 kot izredni in od 1979 kot redni profesor.